# Tarabya
Tarabya (in turco ottomano: Tarabiye, in greco Θεραπειά?, Therapiá) è una mahalle della municipalità e del distretto di Sarıyer, nella provincia di Istanbul, in Turchia. Essa è situata sulla costa europea dello stretto del Bosforo, tra le mahalle di Yeniköy e Kireçburnu. Il Lycée Français Pierre Loti d'Istanbul e le Tarabya British Schools hanno entrambi i propri campus a Tarabya.

## Storia

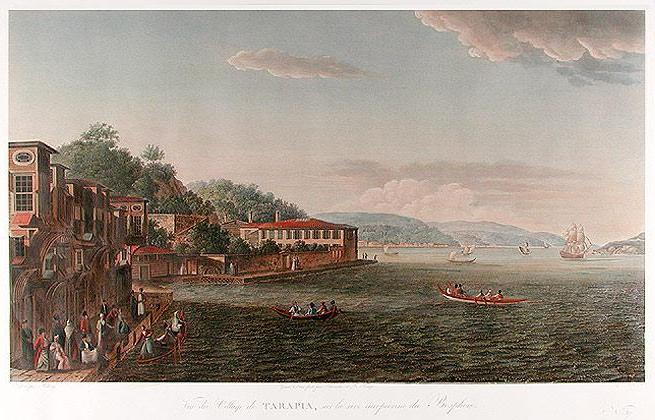
Un dipinto di Antoine Ignace Melling (1763-1831), che mostra il palazzo Ipsilanti a Tarabya nel periodo 1809-1819.

L'area era anticamente chiamata Pharmakia. Si ritiene che questo nome, che in greco antico significa "veleno", sia stato dato da Medea. Secondo la tradizione, Attikos, un patriarca ortodosso, si sentiva a disagio per il fatto che il nome fosse legato al veleno, così lo cambiò in Therapia. Therapia fu conquistata dagli Ottomani nel 1453. A quel tempo era castello bizantino minore il quale cadde durante i primi giorni dell'assedio di Costantinopoli, e 40 soldati bizantini furono giustiziati. Nel XVII secolo era noto come villaggio greco, ma vi abitavano anche alcuni armeni e musulmani. Nel corso del tempo, divenne un piccolo villaggio di pescatori abitato quasi completamente da cristiani ortodossi. Nel 1655 il villaggio divenne il centro della metropolia di Terkos, che lo trasformò. Grazie alla sua nuova posizione religiosa e alla relativa vicinanza a Costantinopoli, divenne uno degli insediamenti più importanti sulla sponda europea del Bosforo. Grazie al clima favorevole e alla sicurezza da malattie come il colera, molti membri dell'aristocrazia greca trasferirono qui la loro residenza. Anche molte ambasciate e mercanti stranieri iniziarono a trasferirsi qui, ed esso divenne il luogo preferito dell'élite greca al potere. Alcune famiglie greche mantennero qui le loro proprietà fino alla Guerra d'indipendenza greca del 1821, dopo la quale furono confiscate. La cittadina rimase prevalentemente greca fino alla metà del XX secolo. Durante il pogrom d'Istanbul, una chiesa costruita nel 1796 e la residenza del metropolita furono date alle fiamme. Negli anni successivi, a causa del peggioramento delle relazioni turco-greche e dell'Invasione turca di Cipro, la maggior parte dei greci fu costretta a trasferirsi. La scuola greca fu chiusa nel 1985. In quel periodo, a Tarabya vivevano circa 50 greci, per lo più anziani.

## Monumenti e luoghi d'interesse

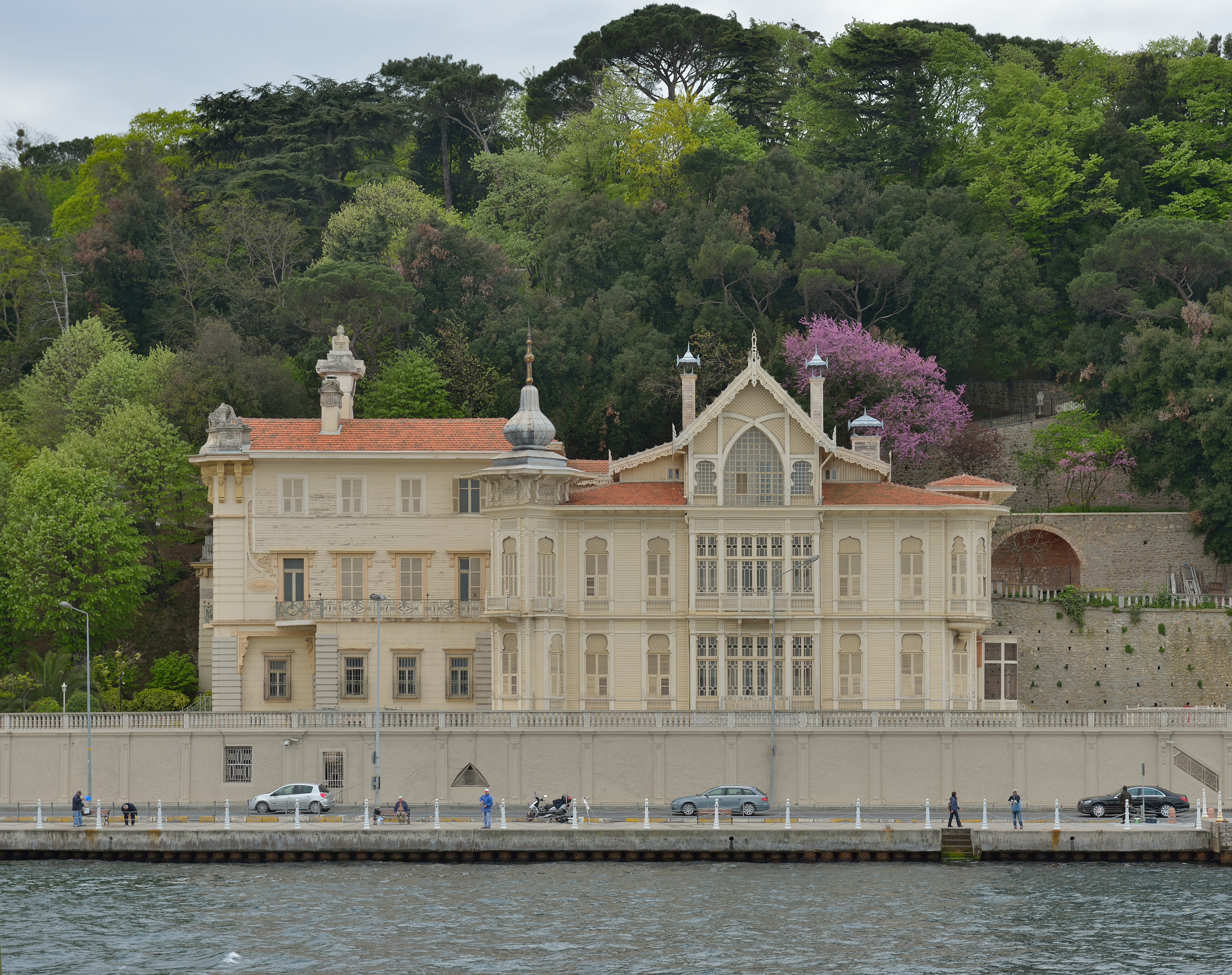
Villa Huber

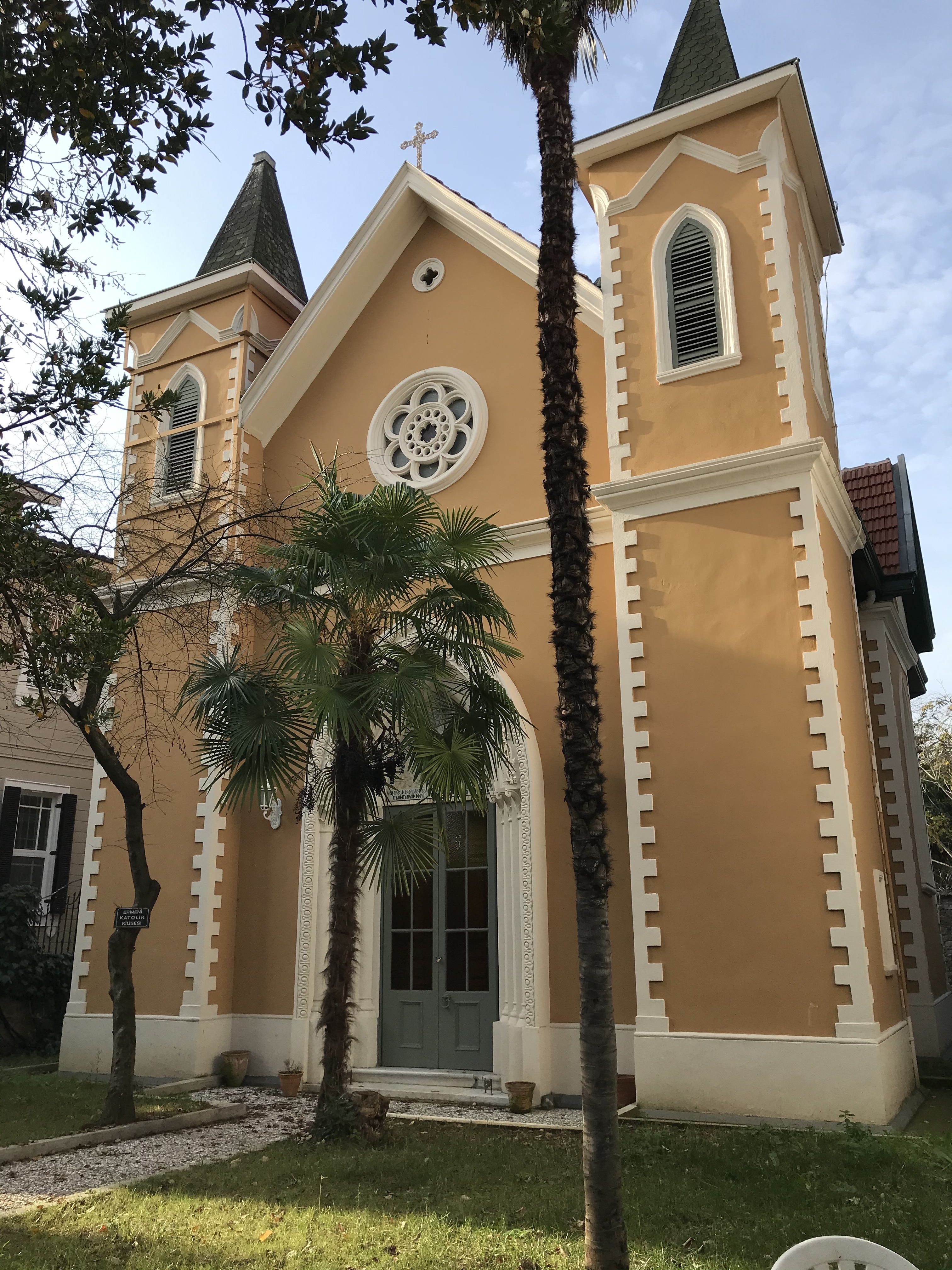
Veduta generale della chiesa cattolica armena di Surp Andon in Haziran-1 Sokak

Tarabya ha molti edifici storici: chiese, alberghi, palazzi stranieri e fontane, la cui storia risale al XVII secolo. L'ex residenza del Metropolita si trovava proprio accanto all'attuale Grand Tarabya Hotel. Un ex hotel popolare, il Sümer Palas, costruito nel 1890, è stato demolito negli anni '50 e ora al suo posto si trova un nuovo complesso di appartamenti con lo stesso nome. Anche l'Hotel d'Angleterre fu costruito qui durante la guerra di Crimea. In seguito, al suo posto fu costruito l'Hotel Tokatlıyan, che bruciò nel 1954. Il Grand Tarabya Hotel, costruito al suo posto, è l'unico albergo attuale del quartiere, inaugurato nel 1966. I due parchi più importanti sono: Atsushi Miyazaki Park e Şalcıkır Park. Il parco Atsushi Miyazaki è dedicato a un volontario giapponese del terremoto di Van del 2011.  Il parco Şalcıkır è un parco minore costruito accanto al torrente Tarabya. Dispone di un'area per bambini, di un campo da basket e di alcune macchine per il fitness. La principale moschea storica è la Moschea di Köstenceli Hacı Osman. Le due principali fontane storiche sono la fontana di Bezm-i Alem Valide Sultan e la fontana del Sultano Mahmud II. Qui erano presenti anche tre pozzi sacri, due dei quali ancora esistenti, che sono: Aya Marina, Aya Ioannis e Aya Kiriaki, che attualmente si trova nel Parco Atsushi Miyazaki.
Tra i luoghi di interesse si segnalano:
- Chiesa di Aya Paraskevi
- Fontana del Sultano Mahmud II
- Fontana di Bezm-i Alem Valide Sultan
- Accademia Culturale di Tarabya, ex residenza estiva dell'Ambasciata tedesca
- Villa Huber (attualmente utilizzata come residenza presidenziale di Istanbul)
- Yalı di Hristaki Zoğrafos
- Yalı del Principe Ypsilantis (in seguito residenza estiva dell'Ambasciata di Francia)
- Grand Tarabya Hotel (costruito sull'antico sito dello storico Tokatlıyan Tarabya Hotel)
- Chiesa armena di Surp Andon
- Moschea di Köstenceli Hacı Osman